# Barney Miller
Barney Miller (auch: Wir vom 12. Revier) ist eine US-amerikanische Fernsehserie, von der in den Jahren 1975 bis 1982 in acht Staffeln insgesamt 170 Episoden zu je 24 Minuten entstanden.

## Handlung
Schauplatz der Serie ist das 12. Revier des New York City Police Department in Greenwich Village unter der Leitung des kumpelhaften aber respektierten Captains Barney Miller (Hal Linden). Zu seiner Mannschaft gehören der pessimistische Fish (Abe Vigoda), dem das Alter zu schaffen macht, der polnischstämmige Draufgänger Wojciehowicz (Max Gail), der eitle Afro-Amerikaner Harris (Ron Glass) und Nick Yemana (Jack Soo) aus Omaha in Nebraska, der jeden Tag aufs Neue einen ungenießbaren Kaffee kocht. Der Puerto-Ricaner Chano Amenguale (Gregory Sierra) verlässt das Revier nach der zweiten Staffel wieder, seinen Platz übernimmt der scheinbar allwissende Dietrich (Steve Landesberg). Zu Beginn der vierten Staffel wird Fish in den Ruhestand geschickt und die Rolle des Boten Levitt (Ron Carey) eingeführt, der es durch unermüdliche Anbiederungsversuche schafft, fester Bestandteil der Mannschaft zu werden.
Barney Miller ist stets damit beschäftigt, sowohl seine Kollegen im Zaum zu halten, als auch den alten Inspektor Frank Luger (James Gregory), der aus Langeweile häufig auf dem Revier erscheint und den Polizisten realitätsferne Ratschläge erteilt.
In der Serie tauchen neben den Ehefrauen Liz Miller (Barbara Barrie) und Bernice Fish (Florence Stanley) eine Vielzahl von wiederkehrenden Charakteren auf, darunter der besessene Lieutenant Scanlon (George Murdock) von der Dienstaufsicht, der gewissenlose Anwalt Arnold Ripner (Alex Henteloff), Detective Wentworth (Linda Lavin), der blinde Leon Roth (Ralph Manza) und Spirituosenhändler Cotterman (Jack Somack). Regelmäßig zu Gast in der Zelle des 12. Reviers sind das Schwulenpaar Marty (Jack DeLeon) und Darryl (Ray Stewart), Ray Brewer (John Dullaghan) und der Geschäftsmann Bruno Binder (Stanley Brock).
Bis auf 13 Ausnahmen spielen alle Folgen auf dem Revier, also im Hauptraum mit Zelle und Barneys benachbartem Büro. Die Handlung jeder Folge wechselt zwischen der Behandlung von Verdächtigen und Zeugen und den Dialogen der Polizisten. Typische Konflikte, die sich mitunter durch die gesamte Serie ziehen, sind z. B. Barneys Frustration über die ungeheure Bürokratie und die Tatsache, dass er bei Beförderungen immer übergangen wird; Harris’ schriftstellerische Tätigkeit (Blut am Abzeichen), die ihn von seiner Arbeit abhält; Fishs Widerwille in den Ruhestand zu treten; Wojciehowicz’ Probleme in Liebesangelegenheiten; Lugers Sehnsucht nach den alten Zeiten mit seinen damaligen Partnern Foster, Kleiner und Brown; die Rivalität zwischen den Intellektuellen Harris und Dietrich.

## Besetzung
| Rolle                  | Schauspieler     | Synchronsprecher                  | Zeitraum         |
| ---------------------- | ---------------- | --------------------------------- | ---------------- |
| Captain Barney Miller  | Hal Linden       | Detlef Bierstedt                  | Staffeln 1 bis 8 |
| Det. Phil Fish         | Abe Vigoda       | Friedrich G. Beckhaus             | Staffeln 1 bis 4 |
| Det. Stan Wojciehowicz | Max Gail         | Karl Maslo, Joachim Kaps          | Staffeln 1 bis 8 |
| Det. Ron Harris        | Ron Glass        | Hans-Jürgen Wolf, Jürgen Kluckert | Staffeln 1 bis 8 |
| Det. Nick Yemana       | Jack Soo         | Hans Nitschke                     | Staffeln 1 bis 5 |
| Det. Chano Amenguale   | Gregory Sierra   | Ulrich Gressieker                 | Staffeln 1 und 2 |
| Det. Arthur Dietrich   | Steve Landesberg | Eberhard Prüter                   | Staffeln 3 bis 8 |
| Officer Carl Levitt    | Ron Carey        | Wilfried Herbst                   | Staffeln 3 bis 8 |
| Inspektor Frank Luger  | James Gregory    | Jochen Schröder                   | Staffeln 1 bis 8 |

## Ausstrahlung
In Deutschland wurden 1982 zwölf Folgen der Serie unter dem Titel Wir vom 12. Revier im Vorabendprogramm der ARD ausgestrahlt. In den Jahren 1990/91 liefen 73 Episoden auf Pro 7 unter dem Originaltitel Barney Miller, darunter die zwölf bereits von der ARD gezeigten, die neu synchronisiert wurden. Die restlichen Episoden folgten Mitte der 90er-Jahre auf TV.München und DF1.

## Rezeption
Barney Miller gewann drei von zehn Emmys und zwei von sechs Golden Globe Awards.
Zur Zeit der Erstausstrahlung galt Barney Miller unter realen Polizisten in den USA als die authentischste Polizeiserie.
Am 11. Januar 1979 verstarb Jack Soo. In Yemanas stärkste Stücke, der letzten Folge der fünften Staffel, erinnern sich seine Schauspielerkollegen an ihre gemeinsame Zeit.